# The Shed at Dulwich
The Shed at Dulwich fue un restaurante falso en un cobertizo de un jardín en Dulwich, un barrio de Londres, Inglaterra. Fue creado como un engaño por el periodista Oobah Butler para la revista Vice y se promocionó con éxito en la red TripAdvisor, llegando a convertirse en el mejor restaurante de Londres, hasta que fue eliminado de la plataforma.
El método usado para la promoción fue a través de un grupo de personas que había orquestado Butler para escribir críticas falsas. Después de seis meses de trabajo escribiendo críticas, el restaurante falso llegó a los primeros puestos de TripAdvisor. 
Aunque el restaurante como tal era ficticio, estuvo abierto por una noche en noviembre de 2017, atendiendo a diez invitados, incluida una pareja de California que había sido engañada por las críticas falsas de los amigos del autor. Butler afirmó que logró que los clientes pensaran que era el mejor restaurante de Londres, aunque solo una pareja quiso regresar.